# Addée de Macédoine
Addée de Macédoine, ou Adaeus (en grec ancien ᾿Αδαῖος ou᾿Αδδαῖος) est un poète grec antique ayant vécu autour du IIIe siècle et du IIe siècle av. J.-C. Il est aussi connu sous le nom d'Adée de Mitylène.
Nous possédons de ce poète une dizaine d'épigrammes qui tracent en contrepoint le portrait d'un homme vivant à la campagne, dans la familiarité avec les bêtes et le cycle des saisons, évoquant les récoltes, mais célébrant aussi, avec une pointe de nostalgie, la gloire de Philippe II de Macédoine et celle d'Alexandre le Grand, alors même que s'annonce la conquête de sa patrie par Rome. Une épigramme (X, 20) n'hésite pas à donner des conseils fort directs en matière de séduction.

## Extraits
Les relevailles de la chienne (traduction par Marguerite Yourcenar) :
« La chienne ayant mis bas une heureuse litière
Te rend grâce, Artémis, vierge des délivrances,
Car la femme et la bête, en leurs grandes souffrances,
À ta pitié, à ton amour ont part entière. »
Anth. Pal, IX, 303
Tombeau d'Alexandre (traduction par Marguerite Yourcenar) :
« Ici le deuil est vain et l'éloge succombe :
Il a trois continents pour lui servir de tombe. »
Anth. Pal., VII, 240